# Schlau Großhandel
Schlau Großhandels GmbH & Co. KG ist eine Kette von deutschen Handwerkermärkten, die Produkte um die Raumgestaltung für gewerbliche Kunden, wie Maler, Raumausstatter, Fachhändler und Handwerker, anbietet. Sie ist die Großhandelsvertriebsschiene der Brüder Schlau GmbH & Co. KG, die ihre Zentrale in der ostwestfälischen Stadt Porta Westfalica hat.

## Geschichte
1921 gründeten die Brüder Theodor und Wilhelm Schlau eine Farbengroßhandlung in Minden. Maria Beeth, die Tochter des Gründers Theodor Schlau, führte das Unternehmen fort. 1955 trat mit ihrem Sohn Eberhard Beeth die dritte Generation in das Unternehmen ein und übernahm 1971 die Geschäftsleitung des Großhandels. Schlau konnte die Position als Großhändler weiter festigen und vertreibt seine Produkte heute bundesweit. Seit 2006 expandierte der Schlau Großhandel auch durch Zukäufe. In mehr als 60 Handwerkermärkten bietet Schlau für regionale Handwerker und den Fachhandel Produkte für die tägliche Arbeit an und gehört zu den fünf größten Marktteilnehmern des deutschen Farben- und Bodenbelagsgroßhandels. Heute wird das Familienunternehmen von einem Führungsteam geleitet.
Im April 2015 hat der Farbengroßhändler Fritz Müller seine Gesellschaftsteile sowie den betrieblichen Grundbesitz auf die Unternehmensgruppe Brüder Schlau übertragen. Die Aktivitäten der Fritz Müller GmbH eröffnete neue Perspektiven im Schlau Großhandel.
Zum 1. Januar 2016 übernahm Schlau die Steffel Unternehmensgruppe, einen Bodenbelagsgroßhändler mit nationaler Verbreitung. Die Übernahme umfasste Hometrend, INVER|IBS und DEKOWE. INVER|IBS ist eine spezialisierte Vertriebseinheit im Teppichbodenbereich. DEKOWE (Deutsche Kokoswerke) vertreibt Naturfaserbeläge wie Sisal- oder Kokosteppiche. Seit 2019 gibt es den Schlau Kundenclub.

## Sortiment
Schlau vertreibt Produkte aus den Sortimentsbereichen Farben, Bodenbelägen, Tapeten, Bauchemie und Werkzeugen für Maler, Raumausstatter, Fachhändler und Handwerker.
Im Juli 2017 ergänzte Schlau seinen stationären Handel um einen Online-Shop.

## Unternehmensstruktur

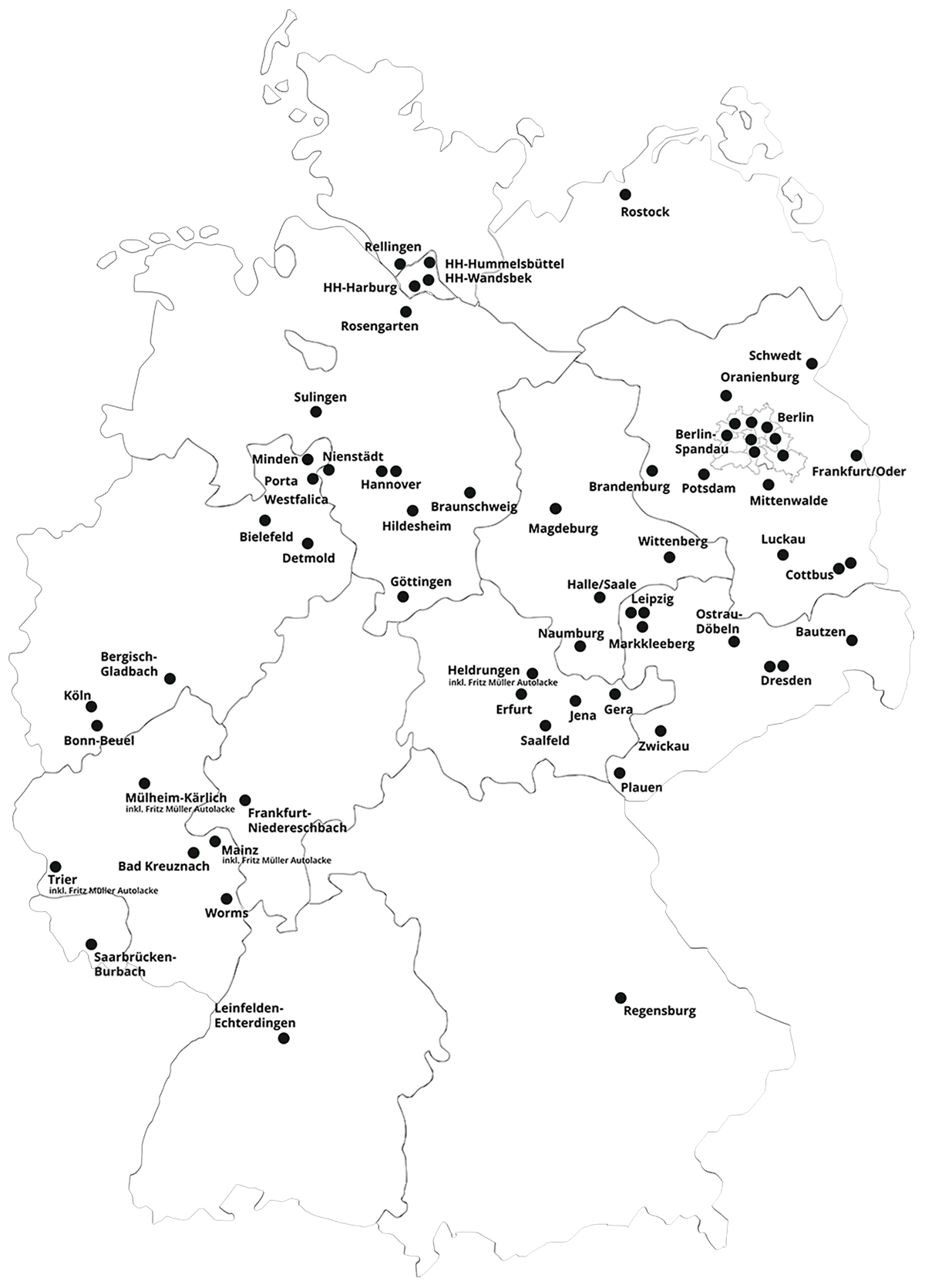
Standortkarte der Schlau Großhandel Märkte

Unter dem Dach der Brüder Schlau GmbH & Co. KG bestehen folgende Tochterunternehmen als Betreiberinnen des Schlau Großhandels:
- Schlau Großhandels KG
- Hometrend GmbH
- DEKOWE KG
- Fritz Müller GmbH

Komplementärin ist die Schlau Großhandels Management GmbH mit Sitz in Porta Westfalica.